# Psychotria reticulatissima
Psychotria reticulatissima är en måreväxtart som beskrevs av Spencer Le Marchant Moore. Psychotria reticulatissima ingår i släktet Psychotria och familjen måreväxter. Inga underarter finns listade i Catalogue of Life.